# Ötüken

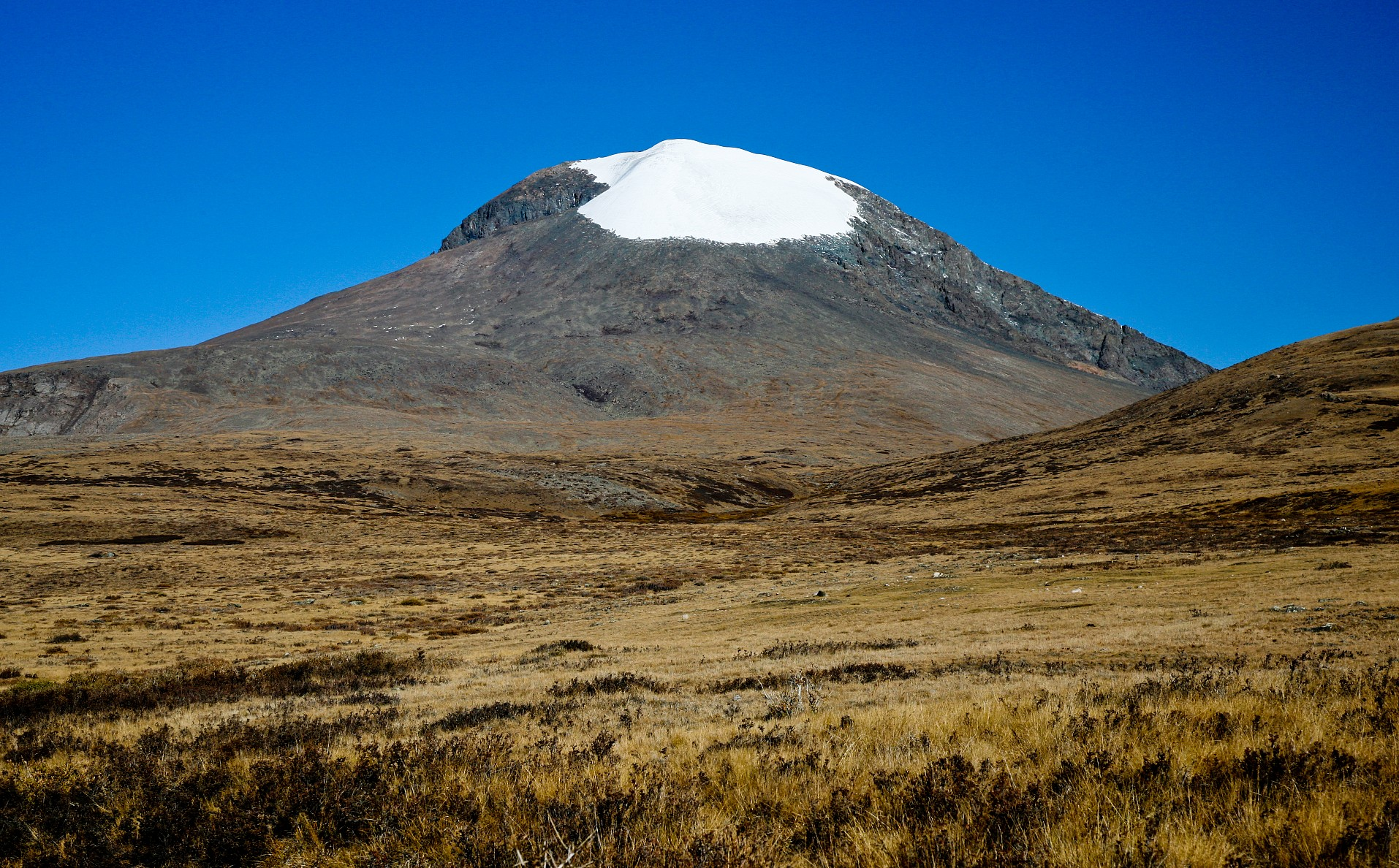
Az Otgontenger-hegy, amelynek már a neve is Ötükenre és Tengrire utal

Ötüken a török népek mitológiájának központi helye, a legendás „Őshaza”, a türkök származási helye. A tengrizmusban a földanya hazája, és az égig érő világfa helye. Itt Yer-sub („Föld-víz”), a természet szelleme vigyázza a termést és az embereket. A középkor óta a közép-ázsiai Hangáj-fennsíkon képzelik el, amely így a tengrizmus szent helyévé nőtte ki magát. Sokszor hivatkoznak Ötüken hegyére is, illetve egyes írások csak Szent Hegyként említik. Az orkhoni írás nem csak írásképében hasonlít a magyar rovásra, hanem a magánhangzók esetleges jellegében is. Emiatt a szónak több változata lehetséges, mint Otukan, Utukan, Ötükün. A magas hangrendű alakot a néhány mai török nyelvben még fennmaradt kapcsolódó kifejezések erősítik meg.
 = n-uk-t-u, de jobbról balra olvasandó (u-t-uk-n).
Földrajzi helyzetére vonatkozóan csak találgatások vannak, a legáltalánosabb elképzelés szerint a Hangáj-hegységben volt, ahol az Orhon völgye és Tuva is könnyen elérhető. Ez azonban azon az előfeltételezésen alapul, hogy a köktürk birodalom létrejötte előtt is ezen a környéken éltek a török népek ősei.
A szó etimológiája bizonytalan. Néhány török nyelvben (jakut, dolgan, tuva) az ötük, ötöx szavak régit, öreget jelentenek, ám a jakutban az „elhagyott haza” jelentés arra utal, hogy ezek az Ötükenből keletkeztek elvonással és jelentésmódosulással, nem ezekből ered az Ötüken. A szó összetételnek látszik, de az összetételi határok nem világosak (ötü-ken, öt-ük-en, öt-[ü]-ken). Egy lehetséges etimológia szerint az öt- (elhaladás, átkelés, mint a magyar át- igekötő és ott helyhatározó), és a -ken/kün (emberek, nép, lakik, mint a magyar hon) összetétele. Ez esetben az Ötüken gyakorlatilag megegyezik a magyar otthon szóval, mind az összetételi tagokat, mind a jelentést illetően, emellett a mongolban otgonként maradt fenn az Otgontenger-hegy nevében. Ez a mongol név Ötüken és Tengri összetétele. A török nyelvészek egy másik etimológiát találtak ki, amely szerint az öt/et („hús”) igenévi alakja, az ötmek változott volna ötümek formájúvá, ami „fizetség”, „zsold” jelentésű, és ez vált Ötükenné.